# Club Atlético Boca Juniors 1922
Questa voce raccoglie le informazioni riguardanti il Boca Juniors nelle competizioni della stagione 1922.

## Sintesi stagione
Il "traghettatore" Juan Fernández ha svolto il suo compito: dopo aver assunto, l'anno precedente, la funzione di presidente della Commissione di emergenza, oltre che aver sistemato le finanze della squadra, ha indetto nuove elezioni per ripristinare la regolarità della dirigenza della institución. Le elezioni vedono come vincitore Manlio Anastasi, che assume l'incarico il 23 gennaio 1922 e vi rimarrà fino al 1926, ponendo nuove fondamenta su cui costruire i futuri successi degli Xeneizes.
Innanzitutto, la questione dello stadio. L'impianto utilizzato fino a quel momento (lo Stadio Ministro Brin y Senguel) può essere utilizzato fino al 1924, dato che il terreno deve essere restituito al proprietario. È così che Anastasi e la sua Commissione Direttiva decidono di cercare in anticipo un altro terreno su cui costruire un terreno di gioco e gli spalti annessi. Lo trovano in affitto all'incrocio tra le vie Bradsen, Del Crucero (oggi chiamata via Del Valle Iberlucea) e Aristóbulo del Valle, con annesso un terreno appartenente alle ferrovie. Dopo aver trovato i fondi per consentire l'affitto del terreno senza appesantire troppo le casse della squadra (anche grazie all'apporto generoso di qualche socio), i lavori per la costruzione del nuovo impianto iniziano nella prima metà del 1922 e finiranno nel 1924. Il terreno è lo stesso in cui, alla fine degli anni '30, verrà costruita lo stadio attuale del Boca Juniors, La Bombonera.
Sul fronte sportivo, il nuovo presidente Anastasi punta tutto sul recupero di Américo Tesoriere. Il portiere ex-Boca aveva rotto i rapporti con la squadra per dissapori con la precedente dirigenza e aveva lasciato la squadra, insieme ad Alfredo Garasini, Juan Anglese e Dante Pertini, per giocare nello Sportivo del Norte. Anastasi riesce a convincere tutti e quattro a tornare in maglia Xeneize. Con il ritorno di Tesoriere, il Boca Juniors ha fra i pali un vero idolo della tifoseria. Ma la campagna di rafforzamento della squadra non si ferma qui, perché il Boca Juniors ingaggia anche quello che è ancora oggi il 4° marcatore di tutti i tempi del Boca Juniors (dietro soltanto a Martín Palermo, Roberto Cherro e Francisco Varallo): Domingo Tarasconi, proveniente dall'Atlanta. Tarasconi sarà una vera macchina da goal per ben dieci anni, segnando 186 reti in 226 partite con il Boca Juniors, vincendo nove titoli. Insieme a lui arriva un'altra colonna portante delle future vittorie, ovvero il difensore Ángel Médici (proveniente anche lui dall'Atlanta). Tarasconi, Médici, insieme a Tesoriere e all'esperto Calomino (alla sua 11ª stagione in maglia boquense) saranno le colonne dei successi del decennio appena iniziato.
È il primo anno che la Asociación Argentina de Football (AAF) organizza soltanto il campionato a 17 squadre, senza alcuna coppa. La squadra sarebbe subito pronta per vincere il titolo, ma i risultanti sono altalenanti e nelle partite decisive arrivano sonore sconfitte. Il Boca Juniors conclude la Copa Campeonato al 3º posto, torneo vinto per la seconda volta dall'Huracán.

### Superclásico
In questa stagione il Boca Juniors non ha affrontato il River Plate. Il Superclásico tornerà ad essere giocato in una gara ufficiale soltanto nel 1927.

## Maglie e sponsor
Con la stagione 1922 si torna ad una prima divisa con pantaloncini bianchi, ad imitazione della seconda divisa.
| 1ª divisa | 2ª divisa |

## Rosa
| N. |                      | Ruolo | Calciatore        |
| -- | -------------------- | ----- | ----------------- |
|    | Argentina (bandiera) | P     | Manuel Bidoglio   |
|    | Argentina (bandiera) | P     | Américo Tesoriere |
|    | Argentina (bandiera) | P     | Domingo Zacevich  |
|    | Argentina (bandiera) | D     | Juan Anglese      |
|    | Argentina (bandiera) | D     | Humberto Celleri  |
|    | Argentina (bandiera) | D     | Domingo Costa     |
|    | Argentina (bandiera) | D     | Juan González     |
|    | Argentina (bandiera) | D     | Juan Van Kamenade |
|    | Argentina (bandiera) | D     | Ángel Médici      |
|    | Argentina (bandiera) | D     | Armando Villarino |
|    | Argentina (bandiera) | C     | Mario Busso       |
|    | Argentina (bandiera) | C     | Alfredo Elli      |
|    | Argentina (bandiera) | C     | Eduardo Maradini  |
|    | Argentina (bandiera) | C     | Serafín Toucedo   |

| N. |                      | Ruolo | Calciatore            |
| -- | -------------------- | ----- | --------------------- |
|    | Argentina (bandiera) | A     | Osvaldo Alfieri       |
|    | Argentina (bandiera) | A     | Enrique Bertolini     |
|    | Argentina (bandiera) | A     | Pablo Bozzo           |
|    | Argentina (bandiera) | A     | Pedro Calomino        |
|    | Argentina (bandiera) | A     | Marcelino Césari      |
|    | Argentina (bandiera) | A     | Felipe Galíndez       |
|    | Argentina (bandiera) | A     | Alfredo Garasini      |
|    | Argentina (bandiera) | A     | Armando Oliva         |
|    | Argentina (bandiera) | A     | Antonio Ameal Pereyra |
|    | Argentina (bandiera) | A     | Dante Pertini         |
|    | Argentina (bandiera) | A     | Juan Pertini          |
|    | Argentina (bandiera) | A     | Alfredo Taggino       |
|    | Argentina (bandiera) | A     | Domingo Tarasconi     |

## Calciomercato

### Operazioni esterne alle sessioni
| Acquisti         | Acquisti              | Acquisti           | Acquisti         |
| Altre operazioni | Altre operazioni      | Altre operazioni   | Altre operazioni |
| R.               | Nome                  | da                 | Modalità         |
| ---------------- | --------------------- | ------------------ | ---------------- |
| P                | Américo Tesoriere     | Sportivo del Norte | -                |
| P                | Manuel Bidoglio       | -                  | -                |
| P                | Domingo Zacevich      | -                  | -                |
| D                | Juan Anglese          | Sportivo del Norte | -                |
| D                | Ángel Médici          | Atlanta            | -                |
| D                | Humberto Celleri      | -                  | -                |
| D                | Juan González         | -                  | -                |
| D                | Juan Van Kamenade     | -                  | -                |
| D                | Armando Villarino     | -                  | -                |
| C                | Eduardo Maradini      | -                  | -                |
| C                | Serafín Toucedo       | -                  | -                |
| A                | Alfredo Garasini      | Sportivo del Norte | -                |
| A                | Armando Oliva         | El Porvenir        | -                |
| A                | Antonio Ameal Pereyra | River Plate        | -                |
| A                | Dante Pertini         | Sportivo del Norte | -                |
| A                | Domingo Tarasconi     | Atlanta            | -                |
| A                | Osvaldo Alfieri       | -                  | -                |
| A                | Marcelino Césari      | -                  | -                |
| A                | Felipe Galíndez       | -                  | -                |
| A                | Juan Pertini          | -                  | -                |
| A                | Alfredo Taggino       | -                  | -                |

| Cessioni         | Cessioni             | Cessioni         | Cessioni         |
| Altre operazioni | Altre operazioni     | Altre operazioni | Altre operazioni |
| R.               | Nome                 | a                | Modalità         |
| ---------------- | -------------------- | ---------------- | ---------------- |
| P                | Rosario Galeano      | -                | -                |
| D                | Antonio Cortella     | Platense         | -                |
| D                | Victorio Capelletti  | -                | -                |
| D                | Pablo Hamelick       | -                | -                |
| D                | Juan Mainardi        | -                | -                |
| D                | José Ortega          | -                | -                |
| D                | Marcial Procelli     | -                | -                |
| C                | Alberto Allan        | -                | -                |
| C                | Dionisio Becaas      | -                | -                |
| C                | José Dodino          | -                | -                |
| C                | Alfredo López        | -                | -                |
| A                | Enrique Brichetto    | -                | -                |
| A                | Leonardo Fabiano     | -                | -                |
| A                | Sebastián Fabiano    | -                | -                |
| A                | Juan Manuel Ferreyra | -                | -                |
| A                | Joaquín Mange        | -                | -                |
| A                | Evaristo Marchesse   | -                | -                |
| A                | Luis Margaressi      | -                | -                |
| A                | Alfredo Martín       | -                | -                |
| A                | Luis Mastropascua    | -                | -                |
| A                | Juan Pisa            | -                | -                |
| A                | Armando Rey          | -                | -                |
| A                | Antonio Sánchez      | -                | -                |
| A                | Alfredo Sevesi       | -                | -                |
| A                | Antonio Valente      | -                | -                |
| A                | Luis Vecchia         | -                | -                |

## Risultati

### Copa Campeonato
| Arbitro: | Gambino |

|                                   |           |                   |
| Bertolini 18’ Calomino 62’ (rig.) | Marcatori | 35’ De Los Santos |

| Arbitro: | Pérez |

|  |           |                     |
|  | Marcatori | 70’ (rig.) Calomino |

| Arbitro: | Alsieride |

|                        |           |           |
| Calomino 65’ Bozzo 75’ | Marcatori | 49’ Deibe |

| Arbitro: | Muzio |

|                          |           |                               |
| Tasín 2’ Clarke 30’, 72’ | Marcatori | 43’ (rig.) Calomino 70’ Bozzo |

| Arbitro: | Pérez |

|                             |           |              |
| Tarasconi 61’, 65’ Elli 83’ | Marcatori | 85’ Bustince |

| Arbitro: | Migliano |

|             |           |                                     |
| Cevasco 44’ | Marcatori | 14’, 60’ Bozzo 85’ (rig.) Tarasconi |

| Arbitro: | Pérez |

|                                   |           |                         |
| Tarasconi 40’ Calomino 80’ (rig.) | Marcatori | 70’ Rivero 72’ Villagra |

| Arbitro: | Migliano |

|                                         |           |               |
| Médici 30’ (aut.) Gaslini 67’ Ricci 78’ | Marcatori | 40’ Tarasconi |

| Arbitro: | López |

|           |           |                                                   |
| Rossi 10’ | Marcatori | 25’, 75’ Tarasconi 45’ (rig.) Calomino 68’ Césari |

| Arbitro: | Alsieride |

|                                     |           |  |
| Calomino 20’, 24’ Ameal Pereyra 70’ | Marcatori |  |

| Buenos Aires 8 ottobre 1922 11ª giornata | Porteño | 0 – 0 referto | Boca Juniors | Stadio de Ministro Brin y Senguel\| Arbitro: \| Gambino \| |
| Arbitro:                                 | Gambino |               |              |                                                            |

| Arbitro: | Lambrechts |

|             |           |  |
| Taggino 30’ | Marcatori |  |

| Arbitro: | Taum |

|             |           |                                       |
| Bellomo 10’ | Marcatori | 50’ Tarasconi 67’ Bozzo 77’ Tarasconi |

| Arbitro: | Lambrechts |

|                          |           |                |
| Rivas 25’, 75’ Gatti 85’ | Marcatori | 12’ D. Pertini |

| Arbitro: | Planes |

|                      |           |                     |
| Tarasconi 38’ (rig.) | Marcatori | 12’ Motta 15’ Denda |

| Arbitro: | Taum |

|                   |           |  |
| Nóbile 27’ (aut.) | Marcatori |  |

## Statistiche

### Statistiche di squadra
| Competizione    | In casa | In casa | In casa | In casa | In casa | In casa | In trasferta | In trasferta | In trasferta | In trasferta | In trasferta | In trasferta | Totale | Totale | Totale | Totale | Totale | Totale | DR  |
| Competizione    | G       | V       | N       | P       | Gf      | Gs      | G            | V            | N            | P            | Gf           | Gs           | G      | V      | N      | P      | Gf     | Gs     | DR  |
| --------------- | ------- | ------- | ------- | ------- | ------- | ------- | ------------ | ------------ | ------------ | ------------ | ------------ | ------------ | ------ | ------ | ------ | ------ | ------ | ------ | --- |
| Copa Campeonato | 8       | 6       | 1       | 1       | 15      | 7       | 8            | 4            | 1            | 3            | 15           | 12           | 16     | 10     | 2      | 4      | 30     | 19     | +11 |
| Totale          | 8       | 6       | 1       | 1       | 15      | 7       | 8            | 4            | 1            | 3            | 15           | 12           | 16     | 10     | 2      | 4      | 30     | 19     | +11 |

### Statistiche individuali
| Giocatore        | Copa Campeonato | Copa Campeonato |
| Giocatore        | Presenze        | Reti            |
| ---------------- | --------------- | --------------- |
| O. Alfieri       | 1               | 0               |
| A. Ameal Pereyra | 2               | 1               |
| J. Anglese       | 3               | 0               |
| E. Bertolini     | 5               | 1               |
| M. Bidoglio      | 7               | -6              |
| P. Bozzo         | 15              | 5               |
| M. Busso         | 16              | 0               |
| P. Calomino      | 13              | 8               |
| H. Celleri       | 1               | 0               |
| M. Césari        | 12              | 1               |
| D. Costa         | 7               | 0               |
| A. Elli          | 14              | 1               |
| F. Galíndez      | 4               | 0               |
| A. Garasini      | 5               | 0               |
| J. González      | 5               | 0               |
| E. Maradini      | 3               | 0               |
| Á. Médici        | 12              | 0               |
| A. Oliva         | 2               | 0               |
| D. Pertini       | 4               | 1               |
| J. Pertini       | 3               | 0               |
| A. Taggino       | 2               | 1               |
| D. Tarasconi     | 16              | 10              |
| A. Tesoriere     | 8               | -12             |
| S. Toucedo       | 2               | 0               |
| J. Van Kamenade  | 7               | 0               |
| A. Villarino     | 6               | 0               |
| D. Zacevich      | 1               | -1              |